# Нонанкур
Нонанкур (фр. Nonancourt) — коммуна на севере Франции, регион Нормандия, департамент Эр, округ Эврё, кантон Вернёй-д’Авр-э-д’Итон. Расположена в 28 км к югу от Эврё и в 53 км к северу от Шартра, на правом берегу реки Авр. На территории коммуны пересекаются автомагистрали N12 и N154. В центре коммуны находится железнодорожная станция Нонанкур линии Сен-Сир–Сюрдон.
Население (2018) — 2 290 человек.

## История
В Средневековье Нонанкур был мощной нормандской крепостью на границе этого герцогства и Французского королевства. В 1189 году здесь английский король Ричард Львиное Сердце и французский король Филипп-Август подписали соглашение о прекращении военных действий между двумя государствами.

## Достопримечательности
- Церковь Святого Мартина XII—XVI веков
- Фрагменты крепостной стены XIII века
- Фахверковые дома

## Экономика
Структура занятости населения:
- сельское хозяйство — 0,5 %
- промышленность — 8,5 %
- строительство — 1,2 %
- торговля, транспорт и сфера услуг — 51,8 %
- государственные и муниципальные службы — 37,9 %

Уровень безработицы (2017) — 19,1 % (Франция в целом — 13,4 %, департамент Эр — 13,4 %). 

Среднегодовой доход на 1 человека, евро (2018) — 18 670 (Франция в целом — 21 730, департамент Эр — 21 700).

## Демография
Динамика численности населения, чел.

## Администрация
Пост мэра Нонанкура с 2006 года занимает Эрик Обри (Éric Aubry). На муниципальных выборах 2020 года возглавляемый им список был единственным.
| Период | Период | Фамилия   | Партия        | Примечания               |
| ------ | ------ | --------- | ------------- | ------------------------ |
| 2002   | 2006   | Жак Бьон  |               |                          |
| 2006   |        | Эрик Обри | Разные правые | государственный служащий |